# Абдул-Керим
Абдул-Керим хан (Абд ал-Керим) (ум. в 1520-е) — астраханский хан (1495—1525). Внук хана Ахмата. Пришёл к власти, свергнув Касим-хана при поддержке войск Большой Орды. Воевал с Крымом и Русским государством на стороне Большой Орды. По мере ослабления последних стал проводить независимую политику. В 1498 г. отразил наступление войск большеордынского Сеид-Мухаммеда. После разгрома Большой Орды стал ориентироваться на Крымское ханство и Ногайскую Орду.

## Альтернативная версия, изложенная Р. Ю. Почекаевым
Абд ал-Керим — астраханский хан, двоюродный брат одного из последних ханов Золотой орды, Ахмата, убитого вскоре после неудачного похода на Русь, завершившегося стоянием на Угре.
После гибели Ахмат-хана борьбу за наследство продолжили его сыновья Муртаза, Сайид-Ахмад и Шейх-Ахмед. Они уже не обладали такой властью как их отец, но могли собрать достаточное число сторонников, что позволяло им оставаться на политической арене ещё около 50 лет. Братья видимо стремились восстановить упавший престиж Орды. Основным их противником было крымское ханство. Отделение Крымского ханства от Орды не только существенно ослабило её мощь, крымские ханы реально претендовали на роль наследников Золотой орды. Астраханский хан в основном поддерживал сыновей Ахмата в их антикрымской политике.
В 1490 г. Шейх-Ахмед и Сайид-Ахмат предпринимают попытку захвата Крыма, в которой принял участие и Абд ал-Керим. Они усыпляют бдительность крымского хана Менгли-Гирея переговорами, а затем внезапно нападают на Крым. Они разоряют северные земли Крыма, после чего отступают на нижний Днепр. Менгли-Гирей быстро отмобилизовал свои силы, получил 2000 янычар от турецкого султана Баязида II, а Иван III двинул на юг войско под командованием казанского хана Мухаммед-Амина и нового Касимовского хана Сатылгана, сына Нур-Девлета. Братья срочно отступили в свои владения. Баязид II, видимо, намеревался отправить против ордынцев войска, чтобы наказать их за нападение на его верного вассала. Тогда Муртаза послал ему послание, в котором говорил, что в Крым он не ходил, что во всём виноват Сайид-хан, но и тот раскаивается в своём поступке. Успокоенный мирными заверениями, Баязид не стал начинать карательной операции.
Вскоре после этого Абд-ал Керим напал на ногайские кочевья с целью грабежа. В результате этого отношения Шейха-Ахмада с Мангытским юртом резко ухудшились, гнев бия мангытов Мусы обратился и на союзников Абд-ал Керима. Коалиция ногайских князей Мусы и Ямгурчи и сибирского хана Ибака, которые в своё время убили хана Ахмата, вновь ставила целью свергнуть его детей и привести к власти Ибака. Ибаку с его сыном Мамуком удалось на какое-то время захватить власть в Поволжье. Он даже пытался вступить в переговоры с Иваном III, предлагал союз и просил отпустить Ильхама, бывшего Казанского хана. Но Иван получил послание только в ноябре 1493, когда ногайцы и Ибак уже покинули Поволжье. Дело в том, что Менгли-Гирей, вопреки обещаниям, не прислал на помощь войска и дети Ахмата в союзе с астраханцами вытеснили ногайцев.
Зимой 1500-01 Шейх-Ахмед готовит нападение на Крым, он призывает своих братьев Сайид-хана и даже Муртазу, а также старого союзника Абд ал-Керима. Однако к Шейх-Ахмеду присоединился только Сайид-хан.
В мае 1502 года Менгли-Гирей выступил из Крыма против Орды и полностью разгромил Шейх-Ахмеда, пройдя по всем его землям и завершив поход символическим сожжением Сарая. С этого момента крымские ханы называли себя повелителями Великого улуса.
Шейх-Ахмед с отрядом из 300 человек сначала укрылся в Астрахани у Абд ал-Керима. Однако между ними что-то произошло. Шейх-Ахмед, не поладив с ханом, покинул город и остановился около него. После этого у него возникла идея захватить Астрахань. В 1503 году он просил Ивана помочь ему захватить город в обмен на отказ от союза с Литвой. От Ивана ответа на посольство не было. Шейх-Ахмед возобновил союз с ногаями, которыми после смерти Мусы правил его брат Ямгурчи. Шейх-Ахмед лично явился к ногайскому бию и получил у него войска под командованием своего шурина, сына Мусы Султан-Ахмад, с которыми стал осаждать Астрахань. Астрахань оборонял кроме Абд ал-Керима родной брат Шейх-Ахмеда Бахадур-Султан. Однако под давлением Ивана III ногайцы оставили хана, после чего его положение стало безвыходным и он бежал на запад.